# 에스퀼리노 (로마)

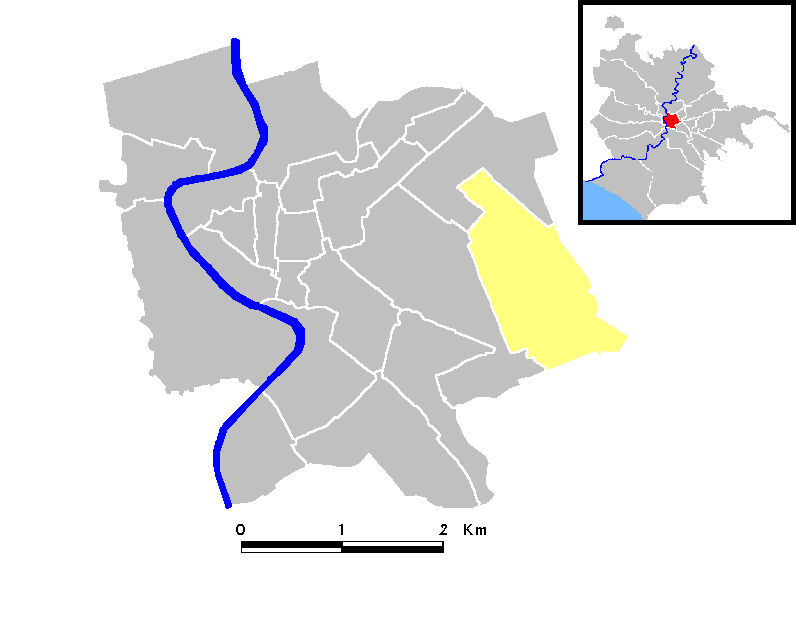
에스퀼리노의 위치

에스퀼리노(이탈리아어: Esquilino)는 이탈리아 로마의 리오네다. R. XV라고 표기되며, 로마 1구에 속한다.